# Lukași, Barîșivka
Lukași (în ucraineană Лукаші) este o comună în raionul Barîșivka, regiunea Kiev, Ucraina, formată numai din satul de reședință.

## Demografie
Componența lingvistică a comunei Lukași
     Ucraineană (98,84%)
     Rusă (1,16%)
Conform recensământului din 2001, majoritatea populației comunei Lukași era vorbitoare de ucraineană (98,84%), existând în minoritate și vorbitori de rusă (1,16%).